# Sportavia Leisetransporter
Der Sportavia Leisetransporter war der Entwurf eines siebensitzigen taktischen Transportflugzeugs von Sportavia-Pützer.

## Geschichte
Um 1976 unterstützte Sportavia-Pützer das Heeresamt der Bundeswehr bei einer Studie für ein siebensitziges Verbringungsflugzeug zum Transport kleinerer Einsatzgruppen über die feindlichen Linien. Basierend auf den Anforderungen für den „Leiseflieger“ und „Tarnflieger“ Sportavia S-5 und C.1 entstand bei Sportavia-Pützer aus dem Beobachtungsflugzeug Sportavia P.68 Observer der Entwurf eines zweimotorigen „Leisetransporters“.
Viele Konstruktionselemente der Tarneinrichtung wurde aus der Sportavia S-5 und C.1 übernommen, u. a. der Propeller Ho V-144 von Hoffmann. Die Vollsichtkanzel der P.68B Observer erfüllte die Anforderungen des Niedrigflugs im Zielgebiet. Als Antrieb sah man zwei 375 PS starke Lycoming TIGO-480 mit Turbolader und Untersetzungsgetriebe vor. Die Ausführung des Flugzeugs war in einer durch Radar schwer ortbaren GFK-Holz-Sandwichbauweise vorgesehen. Im Boden verfügte der „Leisetransporter“ über eine Ausstiegsluke zum Fallschirmspringer-Absatz.
Sportavia-Pützer schlug dem Heeresamt eine auf Großflugzeuge erweiterte Voruntersuchung bezüglich akustischer, radar- und infrarottechnischer Ortbarkeit vor. Besonders sollte dabei die Vollglaskanzel untersucht werden. In Windkanalversuchen sollten die Hochauftriebskonfiguration des „Leisetransporters“ untersucht werden. Für die bis 1978 angesetzten Untersuchungen sollten die RWTH Aachen sowie die DLVFR beteiligt werden. Danach sollte ein Prototyp gebaut werden, um vergleichbare Untersuchungen zur Sportavia S-5 und C.1 mit einem Großflugzeug durchführen zu können. Für die Vorstudie wurde 1976 ein Auftragsvolumen von 1,3 Mio. DM kalkuliert.
Das Heeresamt verfolgte die Idee eines Transporters für frontnahe taktische Operationen 1976 nicht weiter. Auch bei Sportavia-Pützer wurden die Arbeiten am „Leisetransporter“ daraufhin eingestellt.

## Technische Daten
| Kenngröße             | Leisetransporter                              |
| --------------------- | --------------------------------------------- |
| Besatzung             | 1                                             |
| Passagiere            | 6                                             |
| Länge                 | 10,50 m                                       |
| Spannweite            | 23,50 m                                       |
| Höhe                  |                                               |
| Flügelfläche          | 50,00 m²                                      |
| Flügelstreckung       | 12,5                                          |
| Nutzlast              | 1000 kg                                       |
| Leermasse             | 1960 kg                                       |
| max. Startmasse       | 2960 kg                                       |
| Reisegeschwindigkeit  | 350 km/h                                      |
| Höchstgeschwindigkeit |                                               |
| Dienstgipfelhöhe      |                                               |
| Reichweite            | 600 km                                        |
| Triebwerke            | 2 × Lycoming TIGO-480, je 375 PS (ca. 280 kW) |